# Wyomia Tyusová
Wyomia Tyusová (* 29. srpna 1945 Griffin, Georgie) je bývalá americká atletka, běžkyně na krátkých tratích. Je první sprinterkou v historii olympijských her, která dokázala zvítězit dvakrát na prestižní trati 100 m.
Debutovala jako neznámá devatenáctiletá studentka Tennessee State University na olympijských hrách v Tokiu v roce 1964. Už v rozběhu vyrovnala světový rekord své krajanky Wilmy Rudolphové a zařadila se mezi kandidátky na vítězství. Ve finále suverénně zvítězila o dvě desetiny sekundy před krajankou Edith McGuireovou. Na stejné olympiádě finišovala pro stříbrnou medaili ve štafetě 4×100 m.
V následujících letech získala četné tituly na sprinterských tratích na mistrovstvích Spojených států, a také zlatou medaili v běhu na 200 m na panamerických hrách. V roce 1968 přijela na olympijské hry obhajovat zlato na 100 m. Ve finále zvítězila v novém světovém rekordu 11,0 a jako první atletka obhájila titul na této trati. Kvalifikovala se i do finále na 200 m , ve kterém obsadila šesté místo. Byla členkou štafety, která vyhrála ve světovém rekordu, a završila tak počet svých zlatých olympijských medailí na tři.
Po olympiádě 1968 se dala na profesionální dráhu.

## Osobní rekordy
- 100 m 11,0 s (1968, bývalý SR)